# Лемма Цорна
Лемма Цорна (иногда лемма Куратовского — Цорна) — одно из утверждений, эквивалентных аксиоме выбора, наряду с теоремой Цермело (принципом вполнеупорядочивания) и принципом максимума Хаусдорфа (который, по сути, является альтернативной формулировкой леммы Цорна).
Носит имя немецкого математика Макса Цорна, часто упоминается также под именем польского математика Казимира Куратовского, сформулировавшего близкое утверждение раньше.
Формулировка: частично упорядоченное множество, в котором любая цепь имеет верхнюю грань, содержит максимальный элемент. Существует ряд эквивалентных альтернативных формулировок.

## История
Аналогичные и равносильные лемме Цорна утверждения предлагались математиками намного ранее Цорна. Так, в 1904 году Эрнст Цермело доказал теорему, согласно которой каждое множество может быть вполне упорядочено. Для доказательства он привлёк «неоспоримый логический принцип», который назвал аксиомой выбора. Принцип максимума Хаусдорфа, сформулированный и доказанный им в 1914 году, является альтернативной и более ранней формулировкой леммы Цорна.
В 1922 году Куратовский доказал лемму в формулировке, близкой к современной (для семейства множеств, упорядоченных по включению и замкнутых относительно объединения вполне упорядоченных цепей). Практически то же утверждение (в более слабой формулировке — не для вполне упорядоченных цепей, а для произвольных) независимо от него было сформулировано Цорном в 1935 году в статье «Об одном методе из трансфинитной алгебры». Сам Цорн называл его «принципом максимума», предлагал включить его в состав аксиом теории множеств и использовать для доказательства различных теорем теории полей вместо принципа вполнеупорядочивания Цермело.
Название «лемма Цорна» впервые ввёл Джон Тьюки в 1940 году.

## Формулировки
Существует несколько альтернативных формулировок леммы Цорна.
Основная формулировка:
| Если в частично упорядоченном множестве {\displaystyle M} для всякого линейно-упорядоченного подмножества существует верхняя грань, то в {\displaystyle M} существует максимальный элемент. |

Стоит понимать, что именно имеется в виду в этой формулировке. Условие существования верхней грани для каждого линейно-упорядоченного подмножества не требует, чтобы эта грань обязательно лежала в самом этом подмножестве. Оно требует лишь того, чтобы верхняя грань содержалась во всём множестве {\displaystyle M}. Максимальный элемент здесь понимается в том смысле, что он не меньше всех тех, с которыми он сравним. Он не обязан быть большим или равным любому элементу. К примеру, элемент, несравнимый ни с каким другим элементом множества {\displaystyle M}, будет максимальным.
Основную формулировку леммы Цорна можно усилить.
Усиленная формулировка:
| Если в частично упорядоченном множестве {\displaystyle M} для всякого линейно-упорядоченного подмножества существует верхняя грань, то для каждого элемента {\displaystyle a\in M} существует максимальный элемент множества {\displaystyle M}, больший или равный элементу {\displaystyle a}. |

Основная формулировка утверждает существование элемента, который для каждого отдельного элемента {\displaystyle a\in M} либо больше или равен {\displaystyle a}, либо с ним несравним. Усиленная же формулировка утверждает существование для каждого {\displaystyle a\in M}, такого элемента, что он больше или равен {\displaystyle a}, и при этом для всех остальных элементов либо больше или равен, либо несравним. То есть для каждого конкретного элемента можно выделить максимальный такой, что он будет больше или равен ему. Такой максимальный элемент может быть разным в зависимости от конкретного элемента {\displaystyle a}.
В оригинальной статье 1935 года Цорн сформулировал утверждение для множеств, частично упорядоченных по отношению включения.
Формулировка для семейства множеств:
| Если семейство множеств {\displaystyle {\mathfrak {M}}} обладает тем свойством, что объединение любой цепи множеств из {\displaystyle {\mathfrak {M}}} есть снова множество из этого семейства, то {\displaystyle {\mathfrak {M}}} содержит максимальное множество. |

Эта формулировка очевидно следует из основной.
При этом как можно видеть даже для семейств множеств она слабее, чем основная, поскольку тут требуется нахождения в семействе именно объединения множеств, а не произвольного надмножества.
Несмотря на то, что некоторые из формулировок сильнее, а некоторые слабее, все 3 формулировки леммы Цорна эквивалентны в системе аксиом Цермело — Френкеля.
Доказательство этого в статье утверждения, эквивалентные аксиоме выбора.

## Применения
Во многих задачах лемма Цорна является наиболее удобной из всех формулировок, эквивалентных аксиоме выбора, в частности, используется в доказательстве следующих теорем:
- теорема Хана — Банаха о продолжении линейного функционала;
- теорема о существовании базиса Га́меля в произвольном линейном пространстве;
- теорема Тихонова;
- теорема о существовании алгебраического замыкания произвольного поля;
- теорема о существовании максимального идеала в кольце с единицей.